# MED-TV
MED-TV var en kurdisk tv-kanal, tätt relaterad till PKK, som hade sitt huvudkontor och studios i London, Storbritannien och sände även från orten Denderleeuw i Belgien fram tills 23 april 1999. MED-TV sände program på sex olika språk, kurdiska (sorani och kurmanci dialekter), zazaiska, assyriska, engelska, arabiska och turkiska. Kanalen var väldigt omtalad då bl.a. Turkiet påstod att kanalen uppmuntrade till terrorism.